# Tekovský Hrádok
Tekovský Hrádok (hongrois : Barsvárad) est un village de Slovaquie situé dans la région de Nitra.

## Histoire
Première mention écrite du village en 1232.

## Démographie

### Évolution de la population
| Année:               | 1994. | 2004.   | 2014.   | 2024.   |
| -------------------- | ----- | ------- | ------- | ------- |
| Nombre de personnes: | 307   | 327     | 355     | 370     |
| Différence:          |       | +6,51 % | +8,56 % | +4,22 % |

| Année:               | 2023. | 2024.   |
| -------------------- | ----- | ------- |
| Nombre de personnes: | 371   | 370     |
| Différence:          |       | -0,26 % |